# Geoffroy Ier du Perche
Pour les articles homonymes, voir Geoffroy Ier.
Geoffroy Ier, tué à Chartres en 1040, fut seigneur de Mortagne-au-Perche et de Nogent-le-Rotrou des alentours de l'an mil à sa mort, et vicomte de Châteaudun (sous le nom de Geoffroy II) de 1004 à 1040. Il était fils de Fulcois, comte de Mortagne, et de Mélisende de Nogent, fille de Rotrou de Nogent, seigneur de Nogent, dont il hérite de la seigneurie par mariage.

## Biographie
Déjà seigneur du Perche (Mortagne et Nogent), il reçut la vicomté de Châteaudun quand son oncle (probablement paternel) Hugues devint archevêque de Tours. Son frère Hugues, époux de Béatrice comtesse du Gâtinais, est l'ancêtre agnatique (en lignée mâle) des Plantagenêts, comtes d'Anjou puis rois d'Angleterre.
Aussi seigneur de Gallardon, il se dégagea de la suzeraineté blésoise et entama les hostilités contre Fulbert, évêque de Chartres. Il élève les châteaux de Gallardon vers 1020 et d'Illiers en 1019. Se sentant menacé, Fulbert demanda l'aide du comte de Blois et du roi de France, en vain, puis prononça l'excommunication de Geoffroy, qui dut se soumettre en 1029 et construire l'église du Saint-Sépulcre à Châteaudun pour son pardon.
En 1040, alors qu'il était à Chartres, une émeute éclata contre sa présence, au cours de laquelle il fut tué.
Il avait épousé Helvise, fille probable de Renard de Broyes, seigneur de Pithiviers et Nogent, et d'Helvide ou Héloïse (de Bassigny ?), et avait eu :
- Geoffroy, mort entre 1015 et 1029 ;
- Hugues Ier († 1042/44), vicomte de Châteaudun, comte de Mortagne et de Nogent : sans postérité ;
- Rotrou II († 1077/80), vicomte de Châteaudun, comte de Mortagne et de Nogent : d'où la succession de ces fiefs.

## Sources
- Christian Settipani, « Les vicomtes de Châteaudun et leurs alliés », dans Onomastique et Parenté dans l'Occident médiéval, Oxford, Linacre College, Unit for Prosopographical Research, coll. « Prosopographica et Genealogica / 3 », 2000, 310 p. (ISBN 1-900934-01-9), p. 247-261.
- Foundation for Medieval Genealogy : comtes du Perche.
- France Balade : les vicomtes de Châteaudun.